# Guitarra rítmica
Guitarra rítmica ou, como é mais conhecida, guitarra base, é a forma usualmente utilizada para referir o acompanhamento rítmico e harmônico de um vocalista, principalmente para outros instrumentos em um conjunto.  Se a bateria fornece o esqueleto rítmico da música, a base oferece a estrutura harmônica da música. Tal elemento é extremamente essencial à composição. 
O termo se refere ao uso do instrumento, não à sua construção, e esteve muito em voga até meados dos anos 1990. Àquela época, ainda era comum que, numa banda, houvesse um guitarrista encarregado da harmonia e outro dos solos.
Na atualidade, a distinção entre guitarra base e guitarra solo perdeu grande parte de seu sentido original. Já não mais há guitarristas que "fazem base" e guitarristas que "fazem solos", mas apenas guitarristas. É normal, no curso de uma mesma música, haver a inversão das atribuições entre os guitarristas da banda.

## Guitarristas bases conhecidos
- David Byrne (Ex-Talking Heads)
- Vince Neil (Mötley Crüe)
- Izzy Stradlin (Ex-Guns N' Roses)
- Malcolm Young (Ex-AC/DC)
- James Hetfield (Metallica)
- Anthony Kiedis (Red Hot Chili Peppers)
- Paul Stanley (Kiss)
- Brad Whitford (Aerosmith)
- Rodolfo Abrantes (Ex-Raimundos)
- John Lennon (Ex-Beatles)
- Chris Martin (Coldplay)
- Jon Bon Jovi (Bon Jovi)
- Chimbinha (Banda Calypso)
- Rudolf Schenker (Scorpions)
- Keith Richards (The Rolling Stones)
- William DuVall (Alice in Chains)
- Mike Shinoda (Linkin Park)
- Troy McLawhorn (Evanescence)
- Scott Ian (Anthrax)
- Sebástien Lefebvre (Simple Plan)
- Zacky Vengeance (Avenged Sevenfold)
- Ross Lynch (R5)
- Luke Hemmings (5 Seconds of Summer)
- Patrick Stump (Fall Out Boy)
- Deryck Whibley (Sum 41)
- David Gilmour (Pink Floyd)
- Adam Gontier (Ex-Three Days Grace)
- Eddie Vedder (Pearl Jam)
- Dave Mustaine (Megadeth)
- Van McCann (Catfish and the Bottlemen)